# 廃校
廃校（はいこう）とは、学校の統廃合や閉校などの理由でその経営をやめること、廃止すること。また、そのような学校施設の跡地のこと。幼稚園（広義的には、認定こども園を含む）や保育所は廃園という。また、大学の場合は廃学ということもある。類似する意味として、休校もあるが、そちらは基本的に将来的な再開を目標とするので、性質的に完全に消滅させることを意味する廃校とは異なるものの、中・長期間休校または廃校に準ずる形で無期限休校になったり、一部では休校していた学校がそのまま廃校となってしまった事例もある。

## 日本における廃校の状況
第二次世界大戦後の廃校の発生理由としては、以下のようなものが指摘されてきた。
1. 戦災による施設の喪失と就学人口の減少（広島市など）
2. 「昭和の大合併」による統合市町村における統合施策
3. 過疎地域における就学人口の減少
4. 危険施設の改築と学校統廃合時の新校舎建設との間に補助金の額に差があったこと
5. ドーナツ化現象による都心部での就学人口の減少

一方、20世紀末ごろからは、少子化によって就学人口が全国的に減少しており、廃校の発生も増加している。これまで就学人口の急増と施設の不足が問題となっていた大都市圏の郊外においても、急激な人口構成の変化（高齢化）が起こりやすい住宅団地を中心に、局地的な就学人口の減少と廃校の発生がみられる。
1983年以降の第二次ベビーブーム世代の受験者増加に対応して、進学率を抑制することなく軒並み増設された高等学校（広義的には高等専門学校も含む）でも、生徒数（高等専門学校の場合は学生数）の減少により、志願生徒数が減少した高等学校廃校の対象になっている。
公立学校の場合、その学校に充てる設備、一部の教員など、様々な面で学校に掛かる費用は市区町村の税金によって賄われる。しかし、学校の子供の人数が減少し、今後も増加の見込みがなくなると、空き教室が大量にある学校は、それだけでも行政側の大きな負担となる。そこで学校を閉鎖し、近くの学校と統合することにより、そこに必要な教員の数も減らすことができ、行政の負担が軽減する。しかし、学校は地域にとって愛着のあるものでもあり、廃校するに当たって、地域で様々な議論がなされるのが常である。
私立学校においては、学校の運営資金は、入学金や授業料など、園児・児童・生徒の負担によって賄われている。したがって、子供の数の減少は学校運営に深刻な影響を与え、学校法人の運営が正常に行えなくなり、ついには倒産し、廃校（廃園）となる。その学校の園児・児童・生徒・学生や、教職員は転校（転園）・転職を余儀なくされる。特に教職員の場合は倒産・廃校（廃園）が即失業に繋がるため、深刻な問題である。
廃校（廃園）跡は、学校施設を改装し新たな施設として再利用されることもあるが、活用できずにそのまま放置され廃墟状態になっているものもある。廃墟と化した学校跡地は治安の悪化を招くこともあり、これも問題となっている。2003年4月に文部科学省の廃校施設の実態及び有効活用状況等調査委員会が、廃校利用の模範的なケース50件を選定し発表した。
2024年（令和6年）5月1日現在、2004年（平成16年）度から2023年（令和5年）度に発生した廃校の延べ数は8,850校であり、うち施設が現存する7,612校のうち5,661校（74.4%）が何らかの用途で活用されている。
活用の主な用途は、学校（大学を除く）、社会体育施設、社会教育施設、企業・法人等の施設、体験交流施設、福祉・医療関連施設など多岐にわたる。その一方で活用されていない現存廃校は1,951校（25.6%）であり、その主な理由として「地域等からの要望がない」「建物が老朽化している」等が挙げられている。近年は、地方公共団体と民間事業者が連携し、創業支援オフィスや地域産品加工施設等として再生する動きもみられ、地域経済の活性化に資する事例が増加している。
なお、廃校の発生は少子化や過疎の進行と関連が深く、学校規模の適正化・配置をめぐっては統合や存置の判断、コミュニティ・スクールや特認校の活用など複数の選択肢が政策上整理されている。

## 廃校舎の再利用
学校は地域にとって象徴的な意味合いを持つ場合が多いため、廃校になった校舎を様々な形で再利用する試みが各地でなされている。特にテレビドラマや映画では、劇中の雰囲気を演出として出すために、使われていた教室などをそのままロケーション撮影のためのセットとして使用することがある。その映画やドラマが大ヒットすると撮影に使われた教室などを展示する試みもある。→巡礼 (通俗)も参照
ただし、国庫補助金を受けて整備された学校施設を学校教育以外の施設に転用する場合には、文部科学大臣の承認を経た上で、国庫補助相当額を国に納付する転用手続が必要であり、その財源がない場合、廃校ではなく形式的に休校とすることもある。
文部科学省においては、急速な少子高齢化の進展、産業構造の変化等の社会経済情勢の変化に対応するとともに、既存ストックを効率的に活用した地域活性化を図るため、一定の要件を満たせば、国庫納付を要さず、報告書の提出をもって手続が済む簡素な取扱いにするなど、転用手続の弾力化・簡素化を図っている。
東日本大震災では、旧埼玉県立騎西高等学校が福島県双葉町からの避難所として利用され、同町の仮役場も置かれた。また旧岩手県立宮古高等学校川井校は災害ボランティア向けの宿泊施設として使用された。
コロナ禍では、江戸川区は、区内で廃校となった校舎を活用して、新型コロナウイルスワクチン接種コールセンターを開設。
江戸川区は、区立小学校の廃校舎を「第2保健所（サテライトオフィス）」として運用している。
群馬県は廃校となった太田市内の小学校の旧校舎を使いワクチン接種会場にした。
練馬区は光が丘第七小学校跡に「練馬区酸素ステーション」を設置した。

### 再利用・転用例

#### 北海道

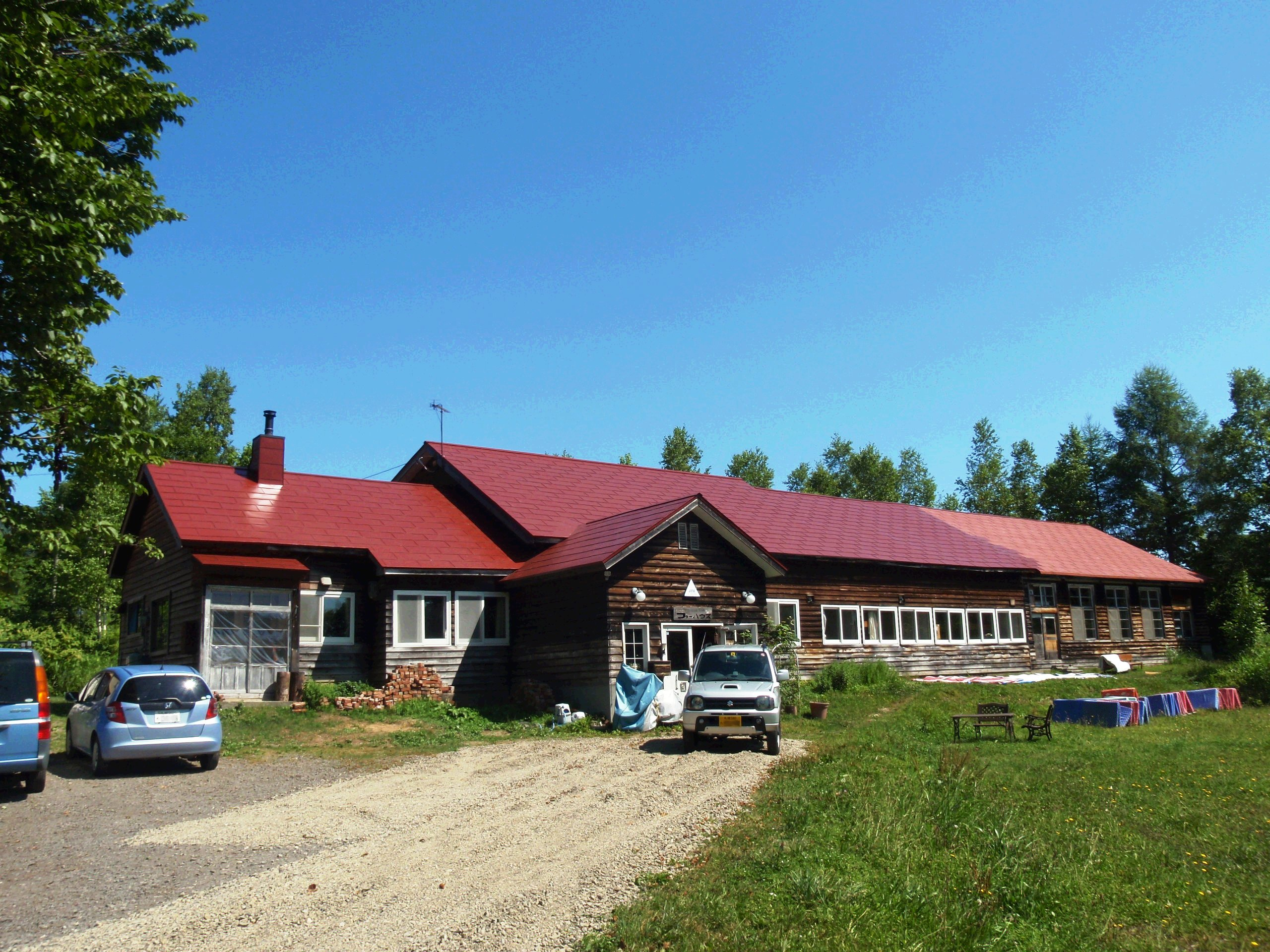
ユースホステルに転用された旧藤山小学校（北海道ニセコ町）

- 北海道夕張市：旧夕張北高等学校と旧旭小学校を公共の宿泊研修施設（ファミリースクールひまわり・ふれあい）として利用。その後、市の財政破綻による影響で共に廃業となり、ひまわりは夕張リゾートの「合宿の宿ひまわり」となったが、ふれあいの建物（旧旭小学校校舎）は現在使用されていない。
- 北海道深川市音江町：旧深川市立向陽小学校を画家がアトリエ兼ギャラリーとして厳冬期以外の季節に開放。
- 北海道虻田郡ニセコ町：旧藤山小学校をユースホステル「カリンパニ・ニセコ藤山ユースホステル」として利用。
- 北海道古平郡古平町：旧古平高等学校を日帰り温泉（町営ふるびら温泉一望館）として利用。2011年に新しい温泉施設「しおかぜ」が完成し、廃校舎は現存していない。
- 北海道山越郡長万部町：旧町立中の沢小学校を改装し、町内の菓子工場の青華堂が直売店「お菓子の王国　はっぴーディアーズ」を開店。
- 北海道雨竜郡秩父別町：旧北海道立秩父別高等学校をコミュニティーセンターとして利用。
- 北海道中川郡音威子府村：1978年、取壊し予定だった旧筬島小学校に彫刻家砂澤ビッキ（1989年没）がアトリエを開設。現在、アトリエ跡はエコミュージアムおさしまセンター。
- 北海道中川郡中川町：旧佐久中学校をエコミュージアムセンター（自然誌博物館）として利用。
- 北海道足寄郡陸別町：旧小利別小学校を利用して、民宿「夢舎（ゆめや）」を営業。

#### 東北地方

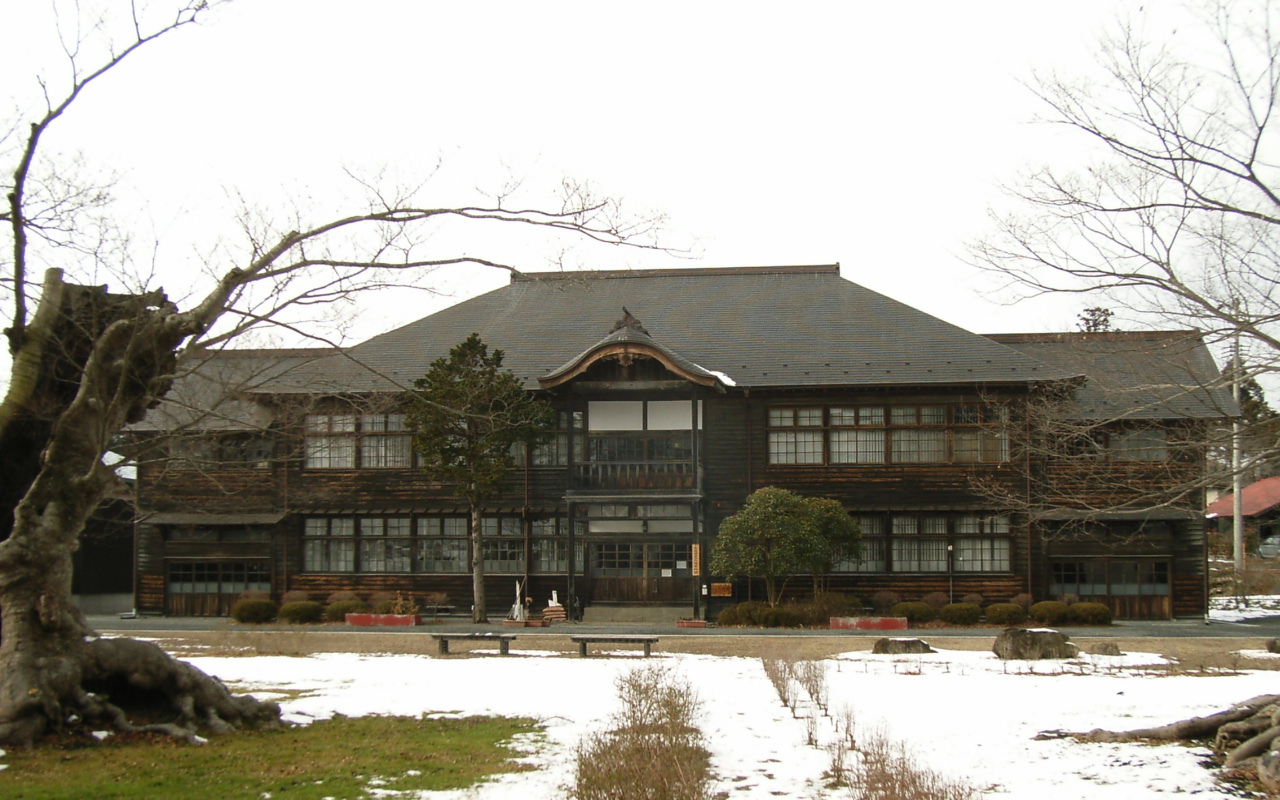
民俗資料館に転用された旧金成小学校校舎（宮城県栗原市）

- 青森県八戸市：旧南郷村の旧増田小中学校を利用して、青葉湖展望交流施設「山の楽校）」を開設。
- 青森県東津軽郡今別町：旧袰月中学校を公共の宿泊施設（海峡の家 ほろづき）に改築。
- 秋田県仙北市田沢湖：乳頭温泉郷にある温泉宿「大釜温泉旅館」。廃校となった小学校を移築利用。
- 岩手県宮古市：旧川井村の旧箱石小学校を昭和時代の雑貨を展示する施設「昭和の学校」に転用。2014年ごろまで活用していた[12]。
- 岩手県下閉伊郡岩泉町：旧二升石小学校を、IT企業のリングローがIT交流施設「二升石集学校」に転用。リングローは「おかえり集学校プロジェクト」を展開しており、全国各地の廃校に同様の集学校を開設している[13]。
- 宮城県石巻市：旧網長小学校を病院（網小医院）に改築。
- 宮城県栗原市：旧金成小学校校舎を栗原市金成歴史民俗資料館に転用。

#### 関東地方

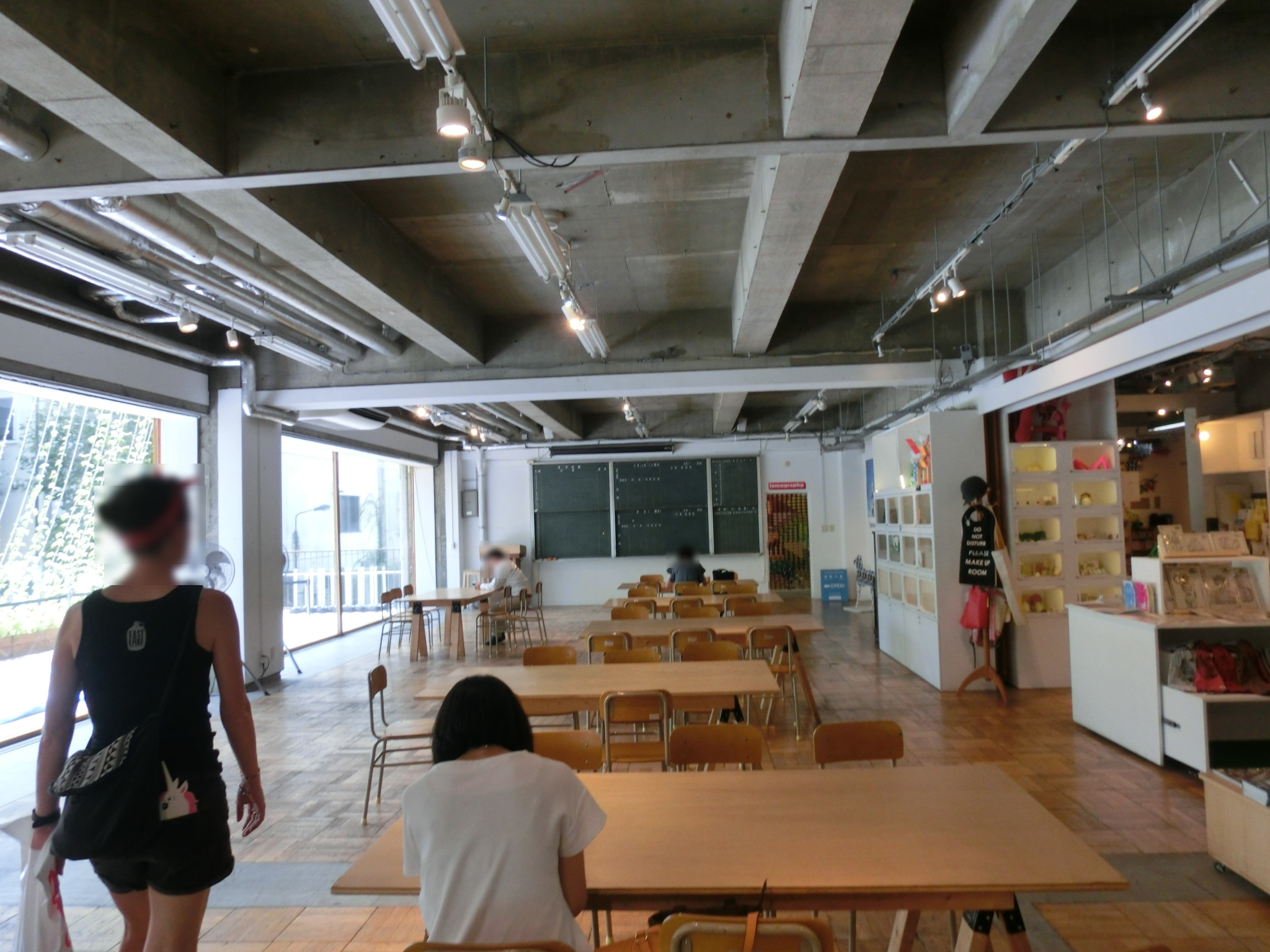
文化芸術施設に転用された旧練成中学校（東京都千代田区）

- 栃木県小山市：旧梁小学校の校庭と体育館を、野球の練習場「小山ベースボールビレッジ」に改修。BCリーグ・栃木ゴールデンブレーブスの練習拠点となっている。
- 群馬県利根郡みなかみ町
  - 旧水上町立藤原小学校湯之小屋分校を温泉宿「葉留日野山荘」に改修（1972年〈昭和47年〉）。2013年4月廃業し、40年の歴史に幕を閉じた。
  - 旧猿ヶ京小学校を「みなかみ町廃校活用プロジェクト」の一環で、宿泊施設「泊まれる学校 さる小」に転用。
- 東京都千代田区：旧練成中学校に文化芸術施設「3331 Arts Chiyoda」を開設。
- 東京都中央区：旧十思小学校を区の施設「十思スクエア」に転用。
- 東京都新宿区：2008年3月24日、旧新宿区立四谷第五小学校に吉本興業東京本社が移転。
- 東京都新宿区：旧淀橋第三小学校を「芸能花伝舎」として2005年に日本芸能実演家団体協議会が借受、舞台の稽古や公演、事務所などに利用。一般貸出もあり。
- 東京都台東区：旧柳北小学校をフランス人学校「東京リセ・フランコ・ジャポネ」として20年間貸出。
- 東京都墨田区：旧西吾嬬小学校に早稲田大学と共同のプロジェクトで産学連携拠点「すみだ産学官連携プラザ」を開設。
- 東京都世田谷区：旧池尻中学校に「世田谷ものづくり学校」を開設。
- 東京都豊島区：旧時習小学校に2008年度から帝京平成大学が開設。
- 東京都足立区：旧足立第二中学校に2007年度から東京未来大学が開設。
- 千葉県安房郡鋸南町：旧保田小学校を改装し、2015年に道の駅保田小学校を開設。
- 千葉県勝浦市：旧清海小学校を改修し2018年4月「シェアキャンパス清海学園」として利活用（29年度より運営は株式会社パクチー）

#### 中部地方

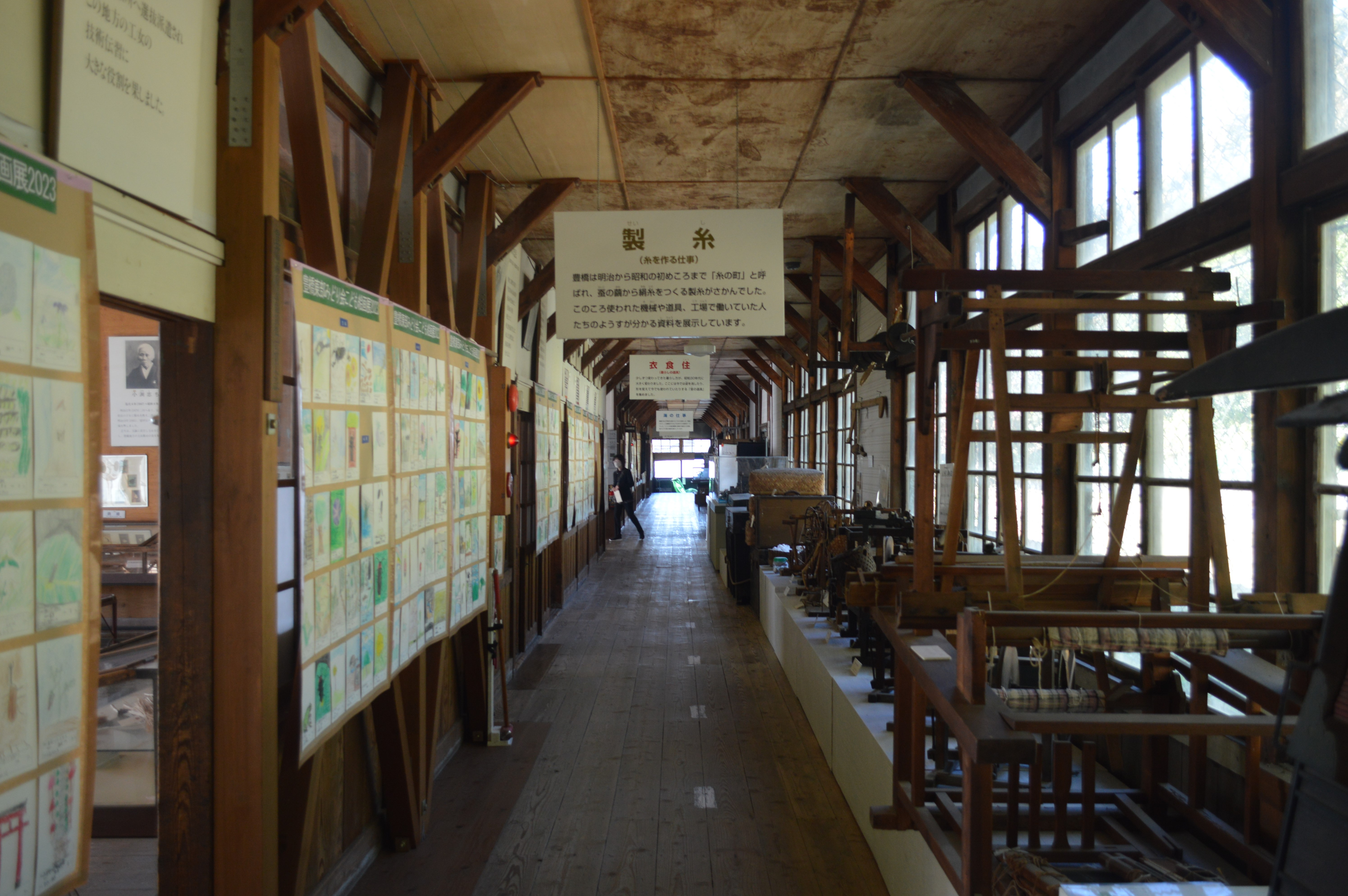
民俗資料館に転用された旧多米小学校（愛知県豊橋市）

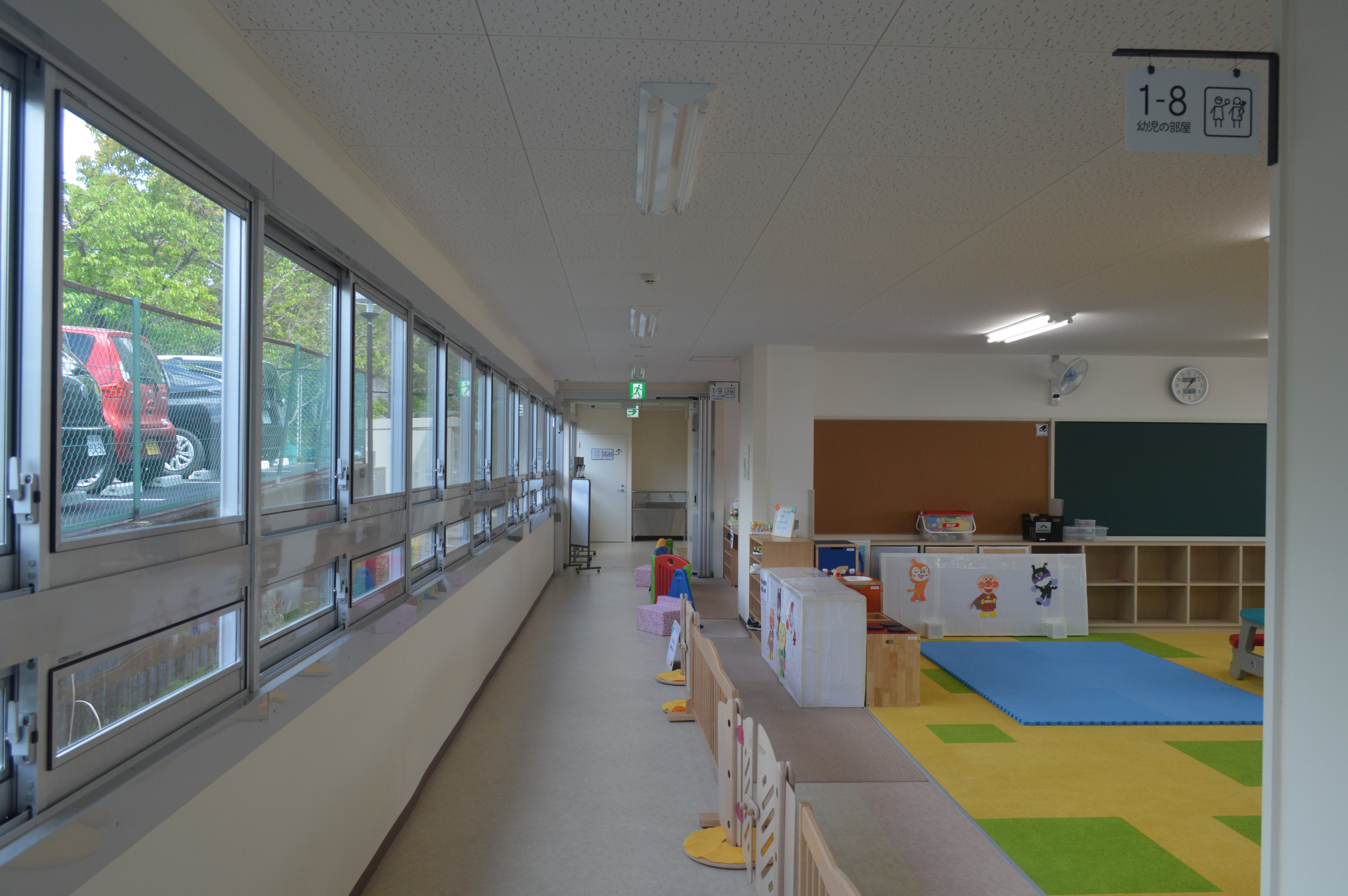
多世代交流施設に転用された旧藤山台東小学校（愛知県春日井市）

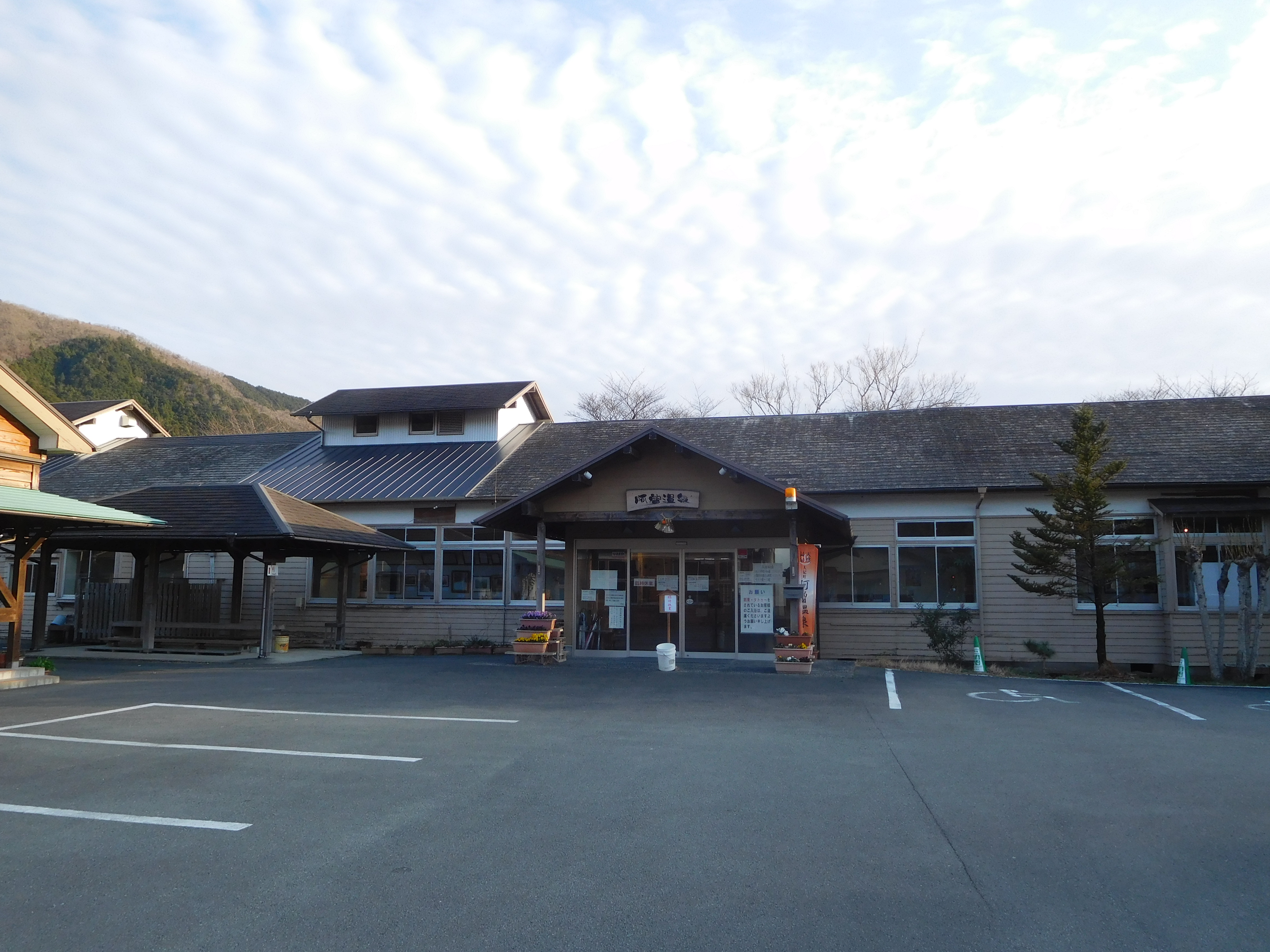
日帰り入浴施設に転用された旧阿曽小学校校舎（三重県大紀町）

- 新潟県上越市：旧月影小学校を宿泊施設「月影の郷」に改修。
- 新潟県中魚沼郡津南町：旧津南町立中津峡小学校を温泉宿「かたくりの宿」に改修。
  - この他にも、大地の芸術祭 越後妻有アートトリエンナーレに際して、津南町・十日町市の廃校が活用されている。
- 新潟県長岡市：旧木沢小学校を宿泊施設「やまぼうし」として利用。
- 長野県飯田市：旧木沢小学校を郷土資料館として利用。なお、上記の旧木沢小学校とは無関係である。
- 長野県小谷村：旧中土小学校真木分校を宿泊施設「カエルの学校」として利用。
- 長野県飯綱町：旧牟礼西小学校を食堂などに利用。
- 長野県飯綱町：旧三水第二小学校を「泉が丘喫茶室」として利用
- 長野県長野市：旧小田切小中学校を宿泊施設長野市青少年錬成センター分館として利用。
- 長野県長野市：旧柵小中学校を戸隠地質化石博物館として利用。
- 長野県長野市：旧日下野小学校を中条音楽堂として利用。
- 長野県長野市：旧日七二会小学校岩草分校をNPO法人の事務室として利用。
- 長野県長野市：旧日原小学校・旧犀明小学校を宿泊施設「信州犀川交流センター」として利用。
- 長野県上田市：旧西塩田小学校をさくら国際高等学校へ。
- 富山県氷見市：氷見市役所が、旧有磯高等学校の校舎・体育館に移転。
- 富山県氷見市：旧仏生寺小学校の校舎を富山大学理学部・氷見市連携研究室に転用。
- 石川県加賀市：旧瀬越小学校を地域交流スペース「竹の浦館」として利用。
- 山梨県南巨摩郡早川町：旧早川北中学校を温泉宿「ヘルシー美里」に改修[14]。
- 静岡県賀茂郡西伊豆町：旧大沢里小学校を温泉宿「西伊豆町営やまびこ荘」に改修。
- 岐阜県岐阜市：旧岐阜市立芥見南小学校を岐阜市教育研究所として利用。
- 岐阜県高山市：旧高山市立高根小学校をウイスキー蒸留所「飛騨高山蒸溜所」として利用。
- 岐阜県高山市：旧高山市立日和田小学校を飛騨高山御嶽トレーニングセンター（飛騨御嶽高原高地トレーニングエリアの施設の一つ）として利用。
- 岐阜県高山市：旧大野郡清見村の清見村立大原小学校をおっぱら自然体験センターとして利用。
- 岐阜県中津川市：旧長野県木曽郡山口村の山口村立神坂小学校を馬籠ふるさと学校として利用。
- 岐阜県山県市：旧山県郡美山町の美山町立北山小学校をレストラン「舟伏の里へ　おんせぇよぉ～」として利用。
- 岐阜県揖斐郡揖斐川町：旧揖斐郡谷汲村の谷汲村立横蔵小学校を宿泊施設ラーニングアーバー横蔵として利用。
- 岐阜県不破郡関ケ原町：旧関ケ原町立関ケ原北小学校を関ケ原笹尾山交流館として利用。
- 愛知県名古屋市：旧名古屋市立那古野小学校をコワーキングスペース「なごのキャンパス」として利用。
- 愛知県豊田市：旧足助町立椿立小学校をユースホステル「あすけ里山ユースホステル」として利用。
- 愛知県北設楽郡東栄町：旧東栄町立東部小学校を東栄町体験交流館のき山学校として利用。
- 愛知県新城市：旧新城市立菅守小学校を「つくで田舎レストランすがもり」として利用。
- 愛知県豊橋市：旧豊橋市立多米小学校を「豊橋市民俗資料収蔵室 ふるため」として利用。
- 愛知県豊橋市：旧設楽町立神田小学校を「豊橋市神田ふれあいセンター」として利用。設楽町にあるが豊橋市の施設。
- 愛知県岡崎市：旧岡崎市立鳥川小学校を「岡崎市ホタル学校」として利用。
- 愛知県春日井市：旧春日井市立藤山台東小学校を多世代交流施設「グルッポふじとう」として利用。
- 三重県志摩市：旧南張小学校校舎を介護施設「浜島地域密着型ケアセンター シルバーケア豊壽園」に転用。
- 三重県度会郡大紀町：旧阿曽小学校を日帰り入浴施設「阿曽温泉」に転用[15][16]。

#### 近畿地方

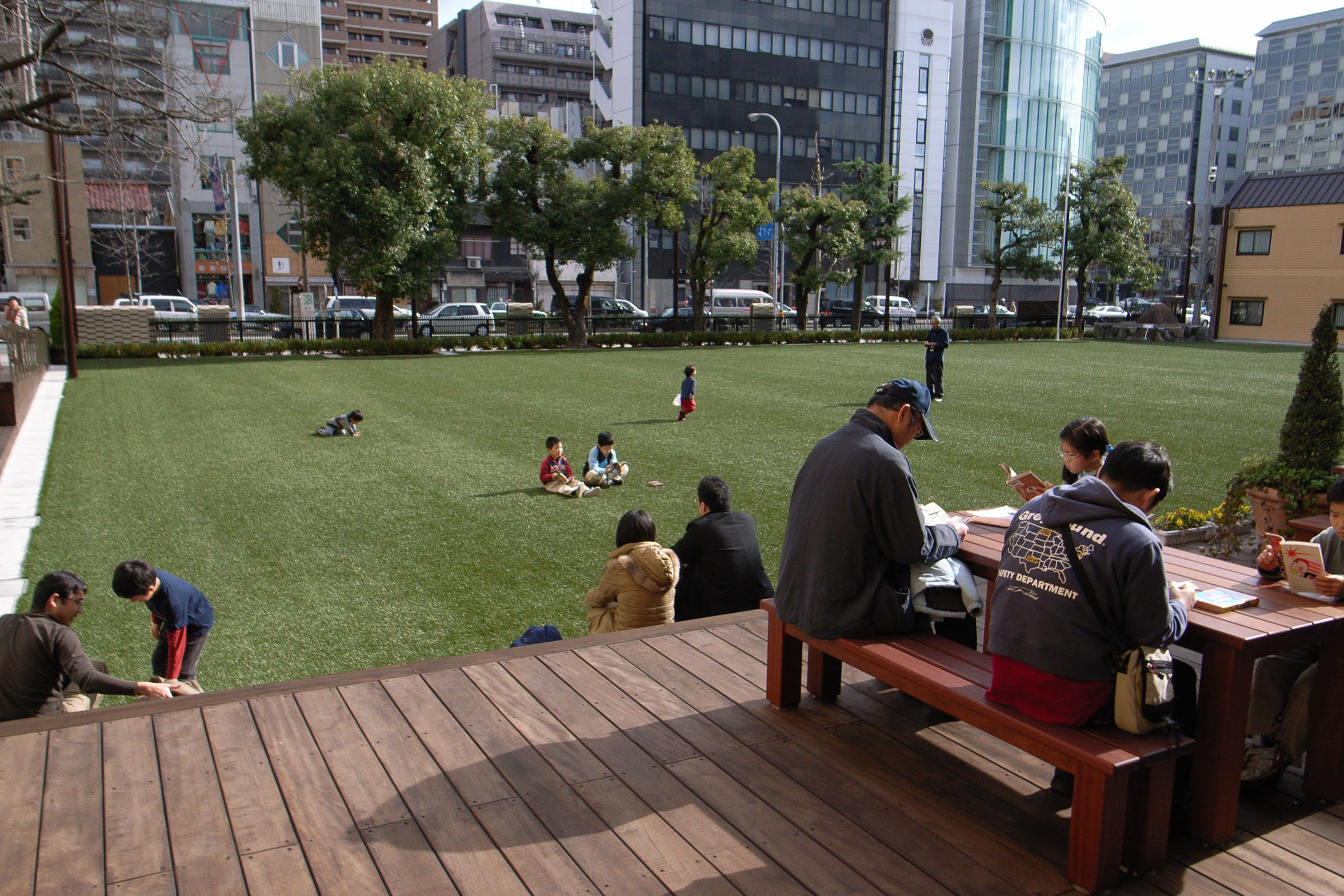
マンガミュージアムに転用された旧龍池小学校（京都市）

- 京都府京都市中京区：旧龍池小学校を改築し、京都国際マンガミュージアムを開館。
- 大阪府貝塚市：旧蕎原小学校跡地を「かいづか温泉リゾート ほの字の里」として活用。校舎は温泉・宿泊施設に建て替えられているものの、グラウンドと体育館を当時のまま残している。

#### 中国地方
- 岡山県高梁市：旧高梁市立吹屋小学校の軌跡を伝える資料館として転用。
- 山口県周防大島町:旧周防大島町立沖浦東小学校を同じ学校施設として転用し、周防大島町立看護専門学校として利用。

#### 四国地方

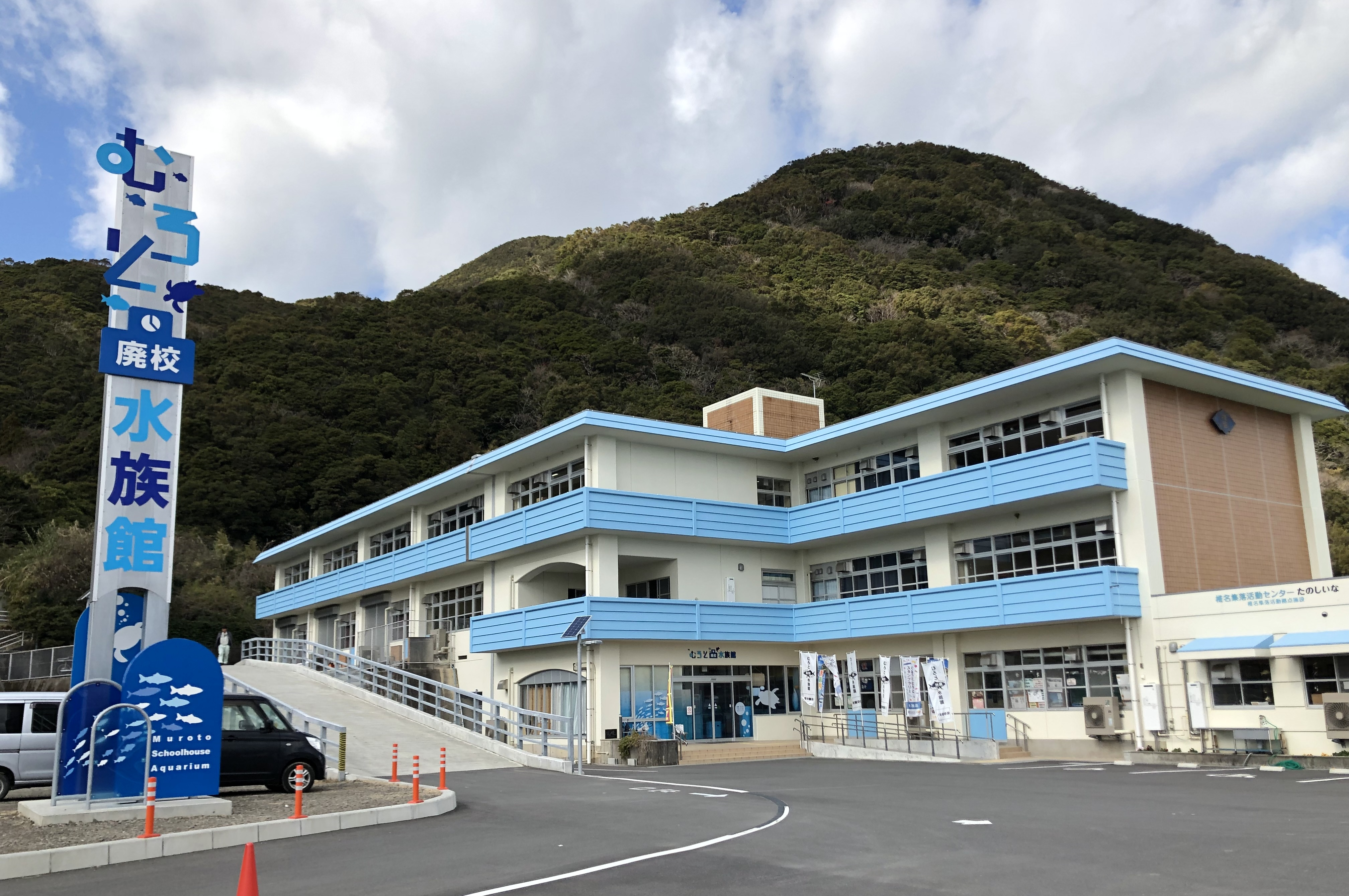
水族館に転用された旧椎名小学校（高知県室戸市）

- 高知県四万十市：旧中半小学校を改築し、四万十川の自然体験と宿泊ができる施設「四万十楽舎」を開館。
- 高知県室戸市：旧椎名小学校を改築し、「むろと廃校水族館」を開館。

#### 九州地方
- 福岡県添田町：旧福岡県立田川商業高等学校の体育館を改装し、土産菓子のめんべい工場として活用。
- 熊本県菊池市：旧菊池市立菊池東中学校をグリーンツーリズム推進交流施設「きくちふるさと水源交流館」として活用。体育施設は維持管理し、宿泊・食事も可能。